# Malik Munawar Khan Awan
Malik Munawar Khan Awan était un officier de rang major dans l'armée au Pakistan. Sa carrière a commencé dans l'armée indienne britannique, puis dans l'armée impériale japonaise et l'Armée nationale révolutionnaire indienne, qui se sont battues contre les Alliés dans la Seconde Guerre mondiale, où il commandait 2e Bataillon de Guerrilla INA pendant célèbre bataille de Imphal.
Il a reçu un prix de la galanterie pour son travail lors de l'opération de Gibraltar en 1965.

## Jeunesse
Munawar est né à Chakwal, Inde britannique (Maintenant, au Pakistan). Comme un jeune garçon, il a été repéré gagner une course d'athlétisme qu'il était entré sur l'éperon du moment et a été sélectionné pour l'armée britannique des Indes.

## Carrière
Munawar a été parmi ceux capturés et fait prisonniers de guerre par les forces japonaises, tout en essayant de défendre Rangoon dans la Seconde Guerre mondiale. Il a appris la langue japonaise pendant leur incarcération et sa maîtrise de lui porté à l'attention de ses ravisseurs.
Ils l'ont déplacé du camp de la prison et l'ont enrôlé dans l'Armée impériale japonaise, où il a reçu une formation spéciale
Lorsque l'Armée nationale indienne, dirigée par Subhas Chandra Bose, a été formée en 1942.
Munawar a rejoint sa lutte pour l'indépendance indienne de la domination britannique. Il a été capturé par les forces alliées et est retourné en Inde pour subir son procès pour trahison à la fin de la Seconde Guerre mondiale. 
Awan a été libéré, avec d'autres prisonniers INA, lorsque la partition de l'Inde a eu lieu. 
Il a déménagé au Pakistan et a été invité à se joindre à l'armée du Pakistan par le Premier ministre Liaquat Ali Khan.
Il a ensuite rejoint les Forces régulières de l'Azad Cachemire (AKRF), qui devint plus tard l' Azad Kashmir régiment de l'armée pakistanaise.
L'opération Gibraltar a été lancé en juillet 1965 par l'armée pakistanaise, dans le but de libérer indienne occupées Jammu et Cachemire. Munawar, qui maintenant avait le grade de major, a été impliqué dans cela, menant les troupes dans de violents combats à une passe près de Rajouri et capturer.
Il a occupé armée indienne Garrison de Rajouri, systématiquement ciblé bras indiennes et des dépôts d'approvisionnement, et raid et des embuscades sur les convois et des renforts militaires indiens.Il contrôlait une zone d'environ 500 miles carrés pour une période de trois mois.
Selon le lieutenant-général Mahmoud Ahmed dans son livre guerre de 1965, Munawar bénéficié du soutien total de la population locale de la vallée.
Au moment 2e guerre du Cachemire est terminée, Munawar était dans le contrôle effectif de la vallée de Rajouri 
et a accueilli des observateurs militaires de l'ONU qui ont été admis dans la vallée de Rajouri de surveiller cessez. Cependant, après l'accord de Tachkent entre l'Inde et le Pakistan. Il a ensuite été condamné à retirer ses forces et de retourner au Pakistan.
Munawar a reçu le Sitara -i- Jurat ( Étoile du courage ) pour ses actions dans la vallée Rajouri, et a également été désigné comme le " roi de Rajouri " par le maréchal Ayub Khan (président du Pakistan).
Il est décédé en août 1981 à Rawalpindi (Pakistan ).

## Mémorial
Munawar Pass, une passe dans Pir Panjal plage nord de Pir ki Gali de montagne surplombant la ville de Rajouri au Cachemire indien a été nommé d'après le major Munawar par les habitants.

## Décoration
| Sitara e Jurat |